# 賽罕区
賽罕区（サイハンく、モンゴル語：ᠰᠠᠶᠢᠬᠠᠨ
ᠲᠣᠭᠣᠷᠢᠭ　Saiqan toɣoriɣ）は、中華人民共和国内モンゴル自治区フフホト市に位置する市轄区。
市の主要な農業生産地区で鉱産資源も豊富。空港や王昭君墓もある。

## 行政区画
- ジュール・ゴドムジ（街道）
  - アルド・ジャムン・ジュール・ゴドムジ（人民路街道）
  - イフ・ソルゴール・バローン・ジャムン・ジュール・ゴドムジ（大学西路街道）
  - イフ・ソルゴール・ジューン・ジャムン・ジュール・ゴドムジ（大学東路街道）
  - ウラーンチャブ・ジューン・ジャムン・ジュール・ゴドムジ（烏蘭察布東路街道）
  - 中専路街道
  - ジョーウダ・ジャムン・ジュール・ゴドムジ（昭烏達路街道）
  - バヤン・ジュール・ゴドムジ（巴彦街道）
  - チルゲル・タル・ジャムン・ジュール・ゴドムジ（勅勒川路街道）
- バルガス（鎮）
  - 楡林鎮
  - ホアホショー・バルガス（黄合少鎮）
  - 金河鎮